# Беґно (Плоцький повіт)
Беґно (пол. Begno) — село в Польщі, у гміні Старожреби Плоцького повіту Мазовецького воєводства.
Населення — 118 осіб (2011).
У 1975-1998 роках село належало до Плоцького воєводства.

## Демографія
Демографічна структура станом на 31 березня 2011 року:
|          | Загалом | Допрацездатний вік | Працездатний вік | Постпрацездатний вік |
| -------- | ------- | ------------------ | ---------------- | -------------------- |
| Чоловіки | 67      | 13                 | 48               | 6                    |
| Жінки    | 51      | 13                 | 30               | 8                    |
| Разом    | 118     | 26                 | 78               | 14                   |